# Nakuru (jezioro)
Nakuru – alkaliczne, słone i endoreiczne jezioro w środkowej Kenii położone w Wielkim Rowie Wschodnim. Powierzchnia Nakuru jest warunkowana przede wszystkim ilością wody niesionej przez uchodzące do niego rzeki okresowe – Makalia, Nderit, Naishi, Njoro, Larmudiac. Jest to jezioro płytkie. Średnia głębokość obserwowana w latach 1925–1979 wynosiła 2,5 m, maksymalna 4,5 m; średnia miesięczna w latach 1992–2002 – 1,1 m. Średnia objętość w latach 1925–1979 wynosiła około 92 mln m³.
Leżące na wysokości około 1759 m n.p.m. jezioro Nakuru jest jednym z najwyżej położonych jezior w Kenii. Zasilane jest głównie przez uchodzące do zbiornika rzeki. Ilość dostarczanej przez nie wody jest zmienna w zależności od warunków klimatycznych. Do jeziora odprowadzone są również oczyszczone ścieki z miasta Nakuru. W przeciwieństwie do niżej zlokalizowanych naturalnych zbiorników wodnych rowu tektonicznego zasilanie podziemne jest niewielkie. Położone u wschodniego brzegu źródła ciepłej i słodkiej wody, w tym źródła Baharani, dostarczają około 0,6 m³/s.
Jezioro znajduje się w obszarze Parku Narodowego Jeziora Nakuru. Ten z kolei w 1990 został wpisany na listę terenów chronionych konwencją ramsarską.